# Szlak „Puszcza Wkrzańska”

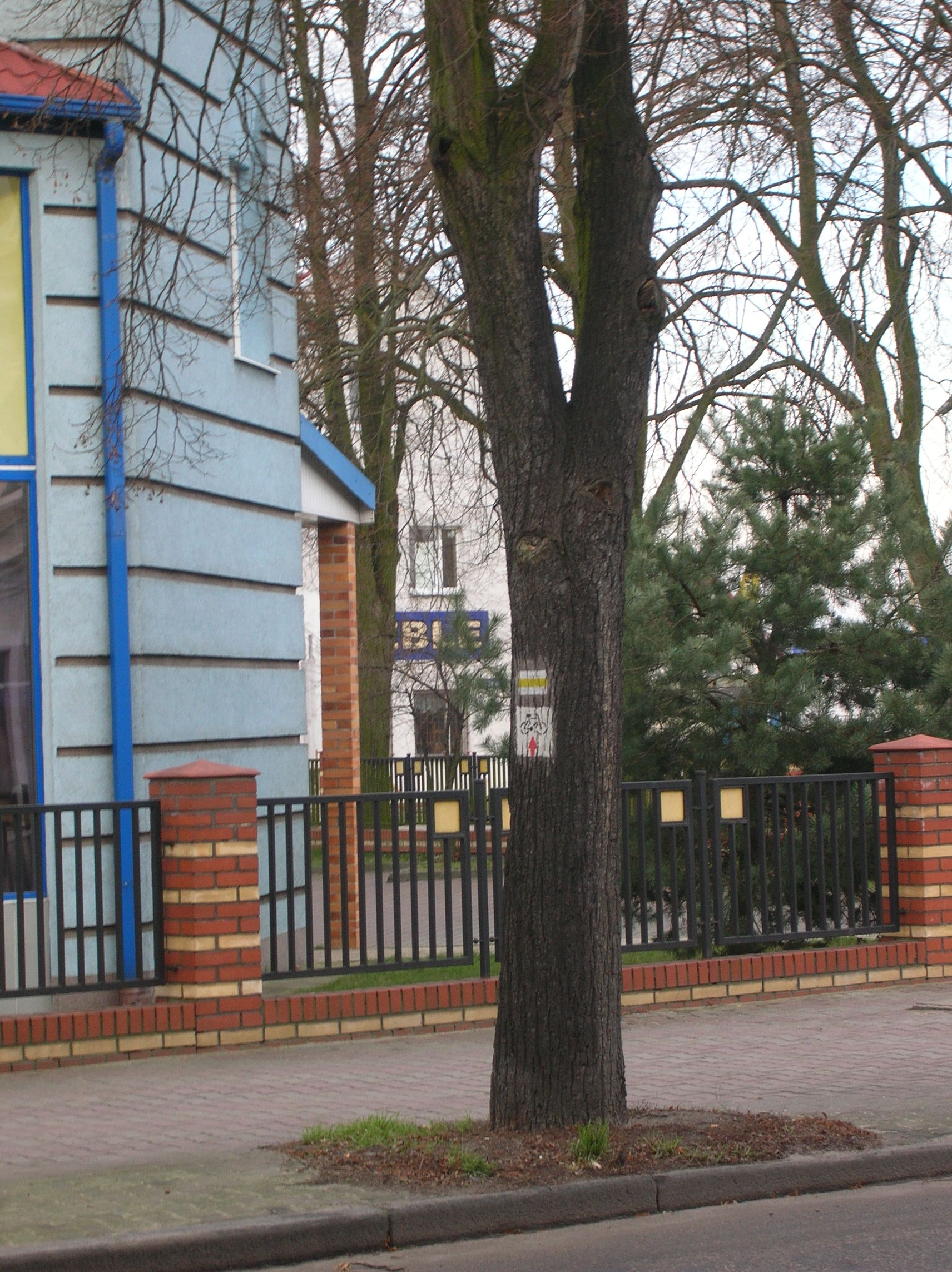
Pieszy Szlak Policki i rowerowy Szlak „Puszcza Wkrzańska” na Starym Mieście w Policach, ul. Grunwaldzka

Szlak „Puszcza Wkrzańska” – rowerowy szlak turystyczny w Szczecinie i powiecie polickim wytyczony w Puszczy Wkrzańskiej.

## Przebieg
Szczecin (Głębokie) – Wołczkowo – Dobra – Buk – Stolec – Bolków – Jezioro Świdwie – Zalesie – Dobieszczyn – Nowe Warpno (Karszno) – Warnołęka – Brzózki – Trzebież – Uniemyśl – Niekłończyca – Dębostrów – Police (Jasienica) – Tatynia – Trzeszczyn – Police (Nowe Miasto) – Police (Stare Miasto) – Police (Nowe Miasto) – Siedlice – Leśno Górne – Pilchowo – Szczecin (Pilchowo) – Szczecin (Głębokie)

## Miejsca i obiekty o znaczeniu krajoznawczym
1. Jezioro Głębokie w Szczecinie
2. Kościół w Wołczkowie
3. Kościół w Dobrej
4. Kościół w Buku
5. Jezioro Stolsko, kościół i pałac w Stolcu
6. Ośrodek Dydaktyczno-Muzealny Rezerwatu przyrody Świdwie w Bolkowie
7. Pałac w Zalesiu
8. Kościół i pałac w Karsznie, dzielnicy Nowego Warpna
9. Kościół w Warnołęce
10. Port i plaża nad Zalewem Szczecińskim oraz kościół w Trzebieży (w oddaleniu od szlaku)
11. Kościół w Niekłończycy
12. Kościół i ruiny klasztoru w Jasienicy, dzielnicy Polic
13. Kościół w Tatyni
14. Pomnik ofiar faszyzmu 1939 – 1945 na ziemi polickiej. Pomnik odsłonięto w 1967 roku w Trzeszczynie. Obok przy drodze wojewódzkiej nr 114 między Trzeszczynem, a Tanowem znajduje się przystanek autobusowy linii 103. Szerszy opis w artykule o Trzeszczynie i artykule „Fabryka benzyny syntetycznej w Policach”
15. Dworzec Główny w Policach i kaplica gotycka w Starym Mieście w Policach). Szerszy opis w artykule „Stare Miasto (Police)”
16. Leśno Górne – pałac, Dąb Starosty, Głaz H. Lönse
17. Kościół w Pilchowie